# Armeria langei subsp. daveaui
Armeria langei subsp. daveaui é uma subespécie de planta com flor pertencente à família Plumbaginaceae. 
A autoridade científica da subespécie é (Cout.) P. Silva, tendo sido publicada em Agronomia Lusitana 30: 219. 1970.

## Portugal
Trata-se de uma subespécie presente no território português, nomeadamente em Portugal Continental.
Em termos de naturalidade é endémica da Península Ibérica.

## Protecção
Não se encontra protegida por legislação portuguesa ou da Comunidade Europeia.